# Henry Dunker

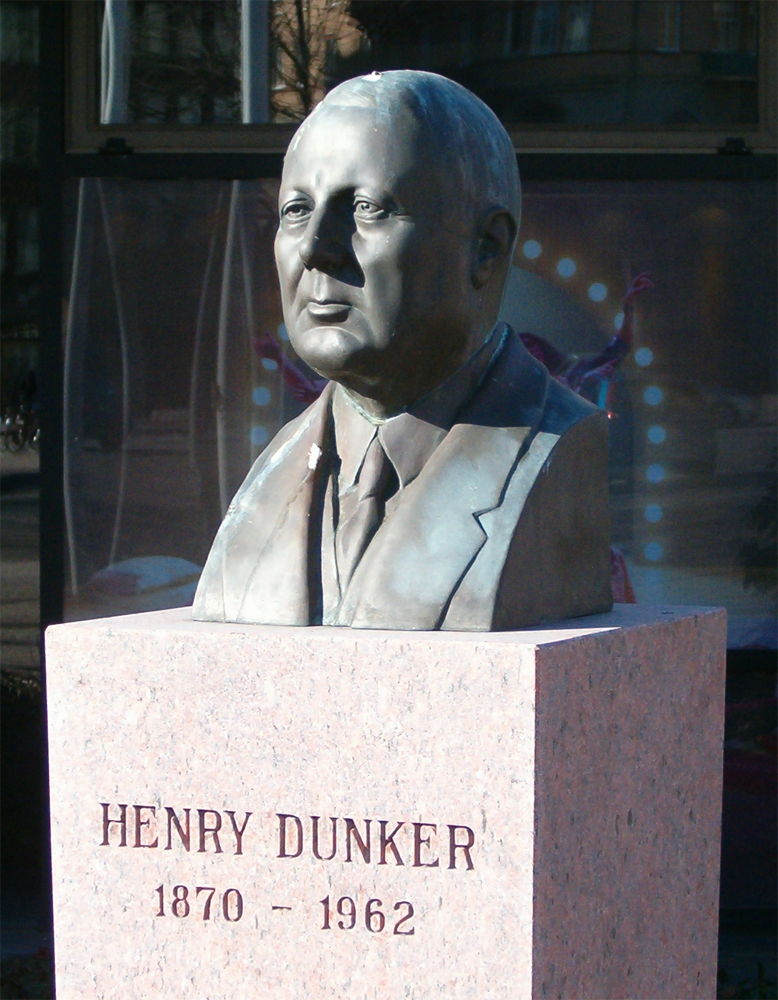
Büste Henry Dunkers vor dem Stadttheater in Helsingborg.

Henry Dunker (* 1870 in Esbjerg; † 1962) war als Disponent und Unternehmer in der schwedischen Stadt Helsingborg tätig. Sein Vater war einer der Gründer von Helsingborgs Gummifabrik AB, der späteren Tretorn AB. Das Unternehmen entwickelte sich unter Henry Dunker zu einem internationalen Konzern.

## Kindheit und Jugend
Dunkers Familie stammte ursprünglich aus Schleswig-Holstein. Als Henry Dunker 1870 geboren wurde, wohnte die Familie in Esbjerg in Dänemark. Als Henry zwei Jahre alt war, erhielt sein Vater als Hafenbauingenieur den Auftrag, den Bau des Nordhafens in Helsingborg zu leiten, woraufhin die Familie dorthin zog. Als Jugendlicher wurde Henry nach Deutschland geschickt, um die deutsche Sprache zu lernen und erste Erfahrungen im geschäftlichen Bereich zu sammeln.

## Helsingborgs Gummifabrik AB
1891 gründete Dunkers Vater das Unternehmen Helsingborgs gummifabrik AB, das sich auf die Produktion von Galoschen spezialisierte, die jedoch nicht von hoher Qualität waren. Dunker fuhr nach Russland, um neue Erfahrungen in der Gummiherstellung zu sammeln. Da ihm in dieser Sache in Sankt Petersburg nicht viel Erfolg beschieden war, ging er nach Riga, wo er den Chemiker Julius von Gerkan traf, der bereit war, ihm bei der Verbesserung der Helsingborger Gummiproduktion zu helfen. Mit der Hilfe von Gerkans entwickelte das Unternehmen ein hochwertiges Gummi und Dunker ging bei von Gerkan in die Lehre, um ihn im Notfall ersetzen zu können.
1894 übernahm der 24-jährige Dunker die Fabrik und erweiterte sie. Durch ein Netzwerk von Verkaufsbüros, das nicht nur Schweden, sondern auch Kopenhagen, Berlin und Wien abdeckte, verschaffte sich Dunker Kontrolle über die Distributionskette. Im Laufe der Zeit wurde das Sortiment um Bälle, Bademützen und Autoreifen erweitert. 1912 bildete Dunker ein Kartell, um die Wettbewerbskraft im Ausland zu erhöhen. Indem er die Preise in Schweden senkte, konnte er die Preise außerhalb des Landes senken. Da einige Länder die einheimische Produktion mit Zöllen und Importverboten schützten, gründete Dunker Produktionswerke in Helsingør in Dänemark und Hamburg. Die Gummifabrik in Helsingborg war nun zu einem internationalen Konzern geworden und änderte ihren Namen in Tretorn AB.
In den 1920ern baute Dunker eine Villa mit einer einzigartigen Aussicht über den Öresund. Er taufte sie auf den Namen „Hevea“ – die wissenschaftliche Bezeichnung der Gattung der Kautschukbäume.
Die Nachfrage nach Gummierzeugnissen stieg beständig und das Sortiment wurde um Fahrradreifen, Regenkleidung, Turnschuhe, Gummibänder etc. erweitert. Das ausgezeichnet gehende Geschäft machte Henry Dunker in den 1940ern zum reichsten Mann Schwedens.

## Der Philanthrop Dunker
Henry Dunker zeigte als Philanthrop große Fürsorge für seine Arbeiter, die er mit kostenfreier Krankenpflege und subventionierter Medizin versorgte. In einer Fabrik ließ er Holzfußboden verlegen, einzig um die Rücken seiner Arbeiter zu schonen. 1911 richtete er einen unternehmenseigenen Kindergarten ein.
Bei seinem Tod übertrug er sein Vermögen in einen Spendenfonds und eine Stiftung, die seinen Namen und den seiner Frau trugen und zum Ziel hatten, das kulturelle Leben Helsingborgs zu fördern. Die Mittel trugen in der Vergangenheit zur Einrichtung verschiedener kultureller Institutionen in Helsingborg bei, darunter das Stadttheater, das Kulturmagasin und nicht zuletzt das nach Dunker benannte Dunkers kulturhus. Außerdem finanzieren die Überschüsse der Stiftung das Dunkersche Pflegeheim in der Villa Hevea.
| Personendaten    | Personendaten                            |
| ---------------- | ---------------------------------------- |
| NAME             | Dunker, Henry                            |
| KURZBESCHREIBUNG | schwedischer Unternehmer und Philanthrop |
| GEBURTSDATUM     | 1870                                     |
| GEBURTSORT       | Esbjerg, Dänemark                        |
| STERBEDATUM      | 1962                                     |